# 277
277 је била проста година.

## Догађаји
- Цар Проб путује са својом војском на запад преко Мраморног мора (Турска) и кроз провинције Тракију, Мезију и Панонију како би победио Готе дуж доњег Дунава. Од трупа добија титулу Готика.
- Проб улази у Рим, где Сенат ратификује његов положај цара.
- Туоба Силу наслеђује свог оца кинеског цара Туоба Ливеија као поглавица клана Туоба.